# Политиков, Василий Васильевич
Василий Васильевич Политиков — советский хозяйственный, государственный и политический деятель, Герой Социалистического Труда. Заслуженный строитель РСФСР.

## Биография
Родился в 1927 году. Член КПСС.
С 1946 года — на хозяйственной, общественной и политической работе. В 1946—1990 гг. — строитель, монтажник, участник строительства Дворца культуры и науки в Варшаве, бригадир монтажников строительного управления № 4 треста «Уралтяжтрубстрой» Министерства строительства предприятий тяжёлой индустрии СССР.
Указом Президиума Верховного Совета СССР от 26 февраля 1981 года присвоено звание Героя Социалистического Труда с вручением ордена Ленина и золотой медали «Серп и Молот».
Избирался депутатом Верховного Совета РСФСР 5-го созыва.
Почётный гражданин Первоуральска.
Умер в Первоуральске в 1995 году.